# Гимарайнс, Альфонс де
Альфонс(ус) Энрике да Коста Гимарайнс (порт. Alphonsus de Guimaraens; 24 июля 1870, Ору-Прету, штат Минас-Жерайс Бразилия — 15 июля 1921, Мариана (Бразилия)) — бразильский поэт-символист.

## Биография
Родился в семье португальского торговца и племянницы бразильского романиста Бернарду Гимарайнша. С 1887 года обучался на инженерных курсах. В 1891—1894 годах изучал право в университете Сан-Пауло. Сотрудничал с местными газетами. 
В студенческие годы сошёлся с кругом молодых символистов. В 1895 году в Рио-де-Жанейро встретился с чернокожим поэтом-символистом Жуаном да Крусом, который стал его близким другом.
Работал в суде, но в 1903 году потерял место, что привело его к серьезным финансовым трудностям. Отказавшись от работы в газете «A Gazeta», позже был назначен редактором политической газеты «Conceição do Serro». С 1906 года до конца жизни работал судьей в городе Мариана.

## Творчество
Как поэт дебютировал в 1899 году с двумя томами стихов «Septenário das Dores de Nossa Senhora e Câmara Ardentе» и «Dona Mística», которые демонстрировали явное влияние символизма. В 1902 году под псевдонимом Альфонс де Гимараенс опубликовал сборник «Kiriale», сделавший его имя известным в литературном мире.
Поэзия Альфонса де Гимараенса полна мистицизма. Его классические сонеты глубоко религиозны, чувствительны, когда поэт исследует смысл смерти, невозможную любовь, одиночество и его неадекватное отношение к миру. В его работах отражены страданиям и боль. Другой характерной особенностью его работ является наполненное духовностью отношение к женщине, которую он считает ангелом, небесным существом. В результате Гимарайнс проявляет себя как символист, а также последователь неоромантизма.